# رامز واكل الجو
رامز واكل الجو، هو برنامج مقالب من إعداد وتقديم رامز جلال أُعد للعرض في موسم رمضان 2015 يومياً على قناتي مركز تلفزيون الشرق الأوسط (MBC).

## خلفية البرنامج
رامز جلال، صانع برامج المقالب المصري الذي قدم أربعة برامج مقالب للتلفزيون في الأربعة سنوات الماضية في شهر رمضان. في عام 2011، قام ببطولة رامز قلب الاسد، رامز ثعلب الصحراء في عام 2012، والذي تعرض لانتقادات شديدة، رامز عنخ آمون في عام 2013 ورامز قرش البحر في عام 2014.

## تفاصيل البرنامج
يحصل الضيف على دعوة لحضور حفل افتتاح فندق من الفنادق، وتقوم المضيفة شيماء بإقناع الضيف للصعود بجولة على متن الطائرة في سماء دبي، حيث يكون جلال متنكر بقناع ويجلس بجانب الضيف على متن الطائرة. عبر الحلقات يتنكر جلال بأربعة أقنعة مختلفة لعدة شخصيات: «فايق العايق»، «فتحية المنتهية»، «بلبل»، وشخصية شبيهة بالممثل الأمريكي مورغان فريمان. يقوم رامز بإزعاج الضيف بكل وسيلة ممكنة حتى تهبط الطائرة ويخرج الجميع، حيث يخبر رامز الضيف بأن كل ما حصل كان مقلبا.

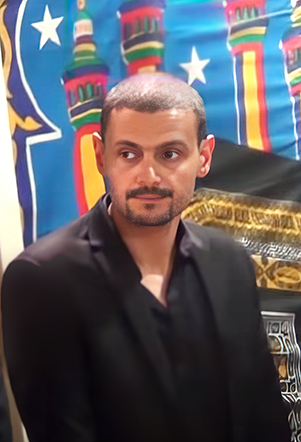
رامز جلال مُعد ومُقدم البرنامج

## الإنتاج
وليد بن إبراهيم آل إبراهيم، صاحب مركز تلفزيون الشرق الأوسط (MBC)، وحمدان بن محمد بن راشد آل مكتوم، ولي عهد دبي، بدعم البرنامج، معنوياً وماديا. وكان البرنامج أستدعى خبير الماكياج الأميركي لجعل الأقنعة أكثر مصداقية ووضع منهم قناع على رامز في كل حلقة، أنها تحتاج إلى ثلاث ساعات لوضع القناع عليه. كما أستعانوا بالطائرة الاسبانية القصيرة SC.7 Skyvan مع الطيار التيشكي التجريبي.
المذيعات والتقديم لـ شيماء محمد، لكن اسم الشهرة الذي اختارته لنفسها هو «جوري البكري».
التقارير ذكرت أن كلفة الحلقة الواحدة لا تقل عن 660 ألف جنيه دون احتساب أجر الضيف.
كما أن كل ضيف في الحلقة قد حصل على مبلغ يمكن وصفه بالثروة بالنسبة لأجور الفنانين مثال ما حدث مع باريس هيلتون بمبلغ 250 ألف دولار للقيام بالحلقة.

## البث
الجدول التالي يبين القنوات يعرض فيها البرنامج في شهر رمضان
| الدولة   | القناة       |
| -------- | ------------ |
| السعودية | إم‌ بي‌ سي 1   |
| مصر      | إم بي سي مصر |

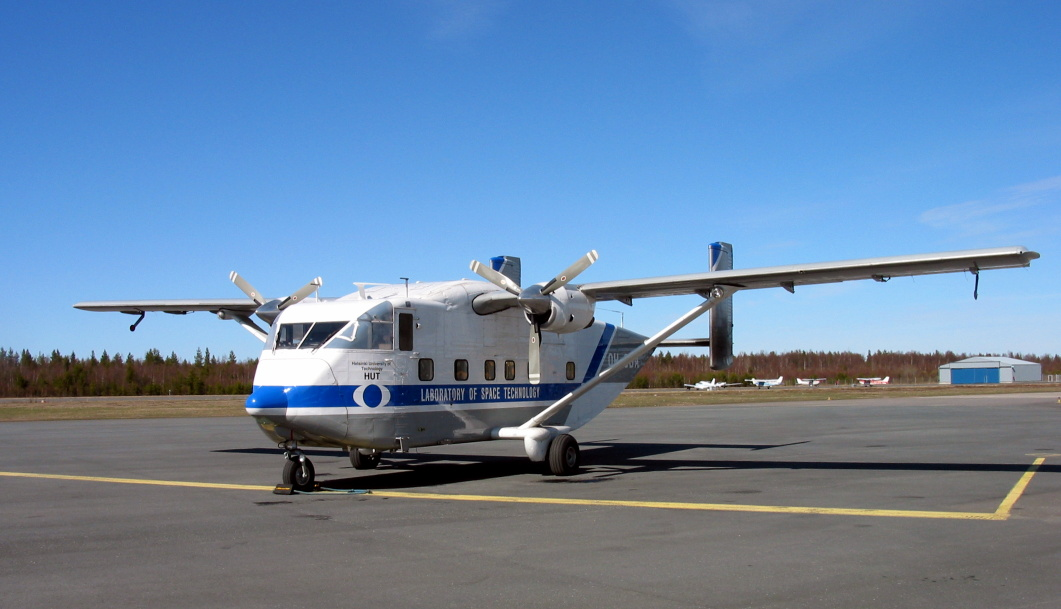
صورة مماثلة لطائرة البرنامج SC.7 Skyvan القصيرة
صور الشخصيات التي يظهر بها رامز في البرنامج
ملصق البرنامج

## ضيوف البرنامج والحلقات
| الحلقة | ضيوف البرنامج               |
| ------ | --------------------------- |
| 1      | محمد هنيدي                  |
| 2      | لوسي                        |
| 3      | نيشان                       |
| 4      | محمد رمضان                  |
| 5      | إبراهيم سعيد                |
| 6      | عبد الله مشرف وغادة إبراهيم |
| 7      | عبد الله بالخير             |
| 8      | سارة سلامة                  |
| 9      | باريس هيلتون                |
| 10     | مصطفى كامل                  |

| الحلقة | ضيوف البرنامج           |
| ------ | ----------------------- |
| 11     | زينة                    |
| 12     | هالة سرحان              |
| 13     | هشام عباس               |
| 14     | أمينة                   |
| 15     | عاصي الحلاني            |
| 16     | عبير صبري               |
| 17     | مصطفى يونس              |
| 18     | سعيد الهوا وأحمد التباع |
| 19     | عمرو سعد                |
| 20     | فريال يوسف              |

| الحلقة | ضيوف البرنامج       |
| ------ | ------------------- |
| 21     | جورج وسوف           |
| 22     | احمد بدير           |
| 23     | مدحت صالح           |
| 24     | عفاف شعيب           |
| 25     | مجدي كامل ومها أحمد |
| 26     | دوللي شاهين         |
| 27     | حليمة بولند         |
| 28     | وائل نور            |
| 29     | إدوارد              |
| 30     | صافيناز             |

بعد بث الحلقة الأولى من البرنامج، انتقدت بعض الوكالات والصحف في الشرق الأوسط البرنامج. قامت صحيفة اليوم السابع المصرية بانتقاد البرنامج فيما أطلقت عليه «إنه برنامج يحتوي على مواد مزيفة ويقلل من عقول المشاهدين». وقامت الصحيفة بتسمية إم بي سي ب«الشركة التي لا تهتم إلا حول الربح من الإعلانات في البرامج المزيفة». وكالة أخبار عين اليوم قالت بأن الحلقات الأولى من البرنامج كانت ضعيفة ومصطنعة.

## وصلات خارجية
- مشاهدة كافة حلقات البرنامج، على الموقع الرسمي المخصص شاهد دون نت.